# U-344
Unterseeboot 344 foi um submarino alemão do Tipo VIIC, pertencente a Kriegsmarine que atuou durante a Segunda Guerra Mundial.

## Comandantes
| Comandante            | Data                                       |
| --------------------- | ------------------------------------------ |
| Kptlt. Ulrich Pietsch | 26 de março de 1943 - 22 de agosto de 1944 |

## Subordinação
Durante o seu tempo de serviço, esteve subordinado às seguintes flotilhas:
| Período                                   | Flotilha                                   |
| ----------------------------------------- | ------------------------------------------ |
| 26 de março de 1943 - 31 de março de 1944 | 8. Unterseebootsflottille (treinamento)    |
| 1 de abril de 1944 - 31 de maio de 1944   | 3. Unterseebootsflottille (serviço ativo)  |
| 1 de junho de 1944 - 22 de agosto de 1944 | 11. Unterseebootsflottille (serviço ativo) |

## Operações conjuntas de ataque
O U-344 participou das seguinte operações de ataque combinado durante a sua carreira:
- Rudeltaktik Trutz (2 de junho de 1944 - 6 de julho de 1944)
- Rudeltaktik Trutz (17 de agosto de 1944 - 22 de agosto de 1944)